# Марк Педраса
Марк Педраса (ісп. Marc Pedraza, нар. 6 лютого 1987, Барселона) — іспанський футболіст, фланговий півзахисник клубу «Андорра».

## Клубна кар'єра
Народився 6 лютого 1987 року в місті Барселона. Вихованець юнацьких команд місцевих «Барселони» та «Еспаньйола».
У дорослому футболі дебютував 2003 року виступами за команду «Еспаньйол Б», в якій провів сім сезонів, за цей час так й не пробившись до головної команди клубу.
Згодом грав за «Алавес», «Л'Успіталет», «Нумансію» та «Мальорку».
2020 року приєднався до команди «Андорра», представника третього іспанського дивізіону.

## Виступи за збірні
2002 року дебютував у складі юнацької збірної Іспанії (U-16), загалом на юнацькому рівні за команди різних вікових категорій взяв участь у 15 іграх, відзначившись 5 забитими голами.
У складі збірної U-19 став переможцем юнацького Євро-2006.

## Титули і досягнення
- Чемпіон Європи (U-19): 2006
- Найкращий бомбардир Чемпіонату Європи (U-17): 2004